# Římskokatolická farnost Město Touškov
Římskokatolická farnost Město Touškov je farnost vikariátu Plzeň-město.
Farnost vznikla sloučením původních farností Město Touškov a Kozolupy.

## Kostely a kaple
- Farní kostel Narození sv. Jana Křtitele
- Filiální kostel svatého Štěpána (Kozolupy)
- Hřbitovní kaple Povýšení sv. Kříže (Město Touškov)
- Kaple Panny Marie Nanebevzaté (Město Touškov)
- Kaple Panny Marie (Město Touškov)
- Kaple sv. Jana Křtitele (Město Touškov – Kůští)
- Kaple svatého Floriána (Bdeněves)
- Kaple svaté Anny (Čemíny)
- Kaple Panny Marie (Újezd nade Mží)

## Bohoslužby
| Kostel                     | Místo         | Bohoslužba (den)                                 | Hodina     | Poznámka     |
| -------------------------- | ------------- | ------------------------------------------------ | ---------- | ------------ |
| Narození sv. Jana Křtitele | Město Touškov | neděle pondělí úterý středa čtvrtek pátek sobota | 9:30 18:15 | farní kostel |

| Kostel          | Místo    | Bohoslužba (den) | Hodina | Poznámka        |
| --------------- | -------- | ---------------- | ------ | --------------- |
| svatého Štěpána | Kozolupy | neděle           | 8:15   | filiální kostel |

## Kněží, působící ve farnosti od 20. století
- P. Josef Köhler – farář (1899-1919)
- Mons. ThDr. Josef Resl – kaplan (1914-1919), farář a děkan (1919-1938)
- P. Wenzl Schaffer – kaplan (1931-1938), farář (1938-1946)
- P. Josef Vajdiš – farář (1946-1951)
- P. Josef Kokoška – administrátor (1951-1955)
- P. Stanislav Kapavík – administrátor (1955-1959)
- P. Jaroslav Aubrecht – farář (1959-1965)
- P. Jaroslav Bosáček – administrátor (1965-1966)
- P. Jiří Mošna – farář a arciděkan (1966-1999)
- P. Jiří Barhoň – administrátor (1999-2010)
- Mons. ICLic. Vladimír Gajdušek – farář a soudní vikář (od r. 2010)